# Victor Pichlmayr
 Victor Pichlmayr (* 28. Januar 1927 in München; † 2. November 2012 ebenda) war ein deutscher Professor, Autor und Moderator, der durch die Physik- und Chemie-Sendungen des Telekollegs im Bayerischen Rundfunk Bekanntheit erlangte.

## Leben
Victor Pichlmayr studierte Physik und Mathematik und wurde Gymnasiallehrer. Anschließend wechselte er als Dozent an die damalige Staatsbauschule München.
1966 fing er beim Telekolleg an. Pichlmayr konnte komplizierte Sachverhalte in einer ruhigen Art und Weise verständlich vermitteln und schrieb unter anderem die Drehbücher zu den Sendungen. Für insgesamt über 90 Physik-, 26 Chemie- und 13 Technologie-Lektionen stand er vor der Kamera.
1970 wurde die Staatsbauschule München zur Fachhochschule München (heute Hochschule für angewandte Wissenschaften München), und Pichlmayr wurde Professor für Physik mit dem Spezialgebiet Bauphysik. Neben den etwa 130 Drehbüchern für das Telekolleg verfasste er eine Physik-Formelsammlung.
Pichlmayr wurde auf dem Friedhof am Perlacher Forst in München beigesetzt.

## Veröffentlichungen
- Telekolleg I. Physik. Formeln und Tabellen, TR-Verlagsunion 1988, ISBN 978-3-8058-0521-6.